# Jérôme Brézillon
Jérôme Brézillon (né le 23 juin 1964 à Paris 14e et mort le 2 mars 2012 à Paris 12e,,) est un photographe français.

## Biographie
Jérôme Brézillon commence sa carrière en tant que photographe publicitaire, puis devient photoreporter. De 1992 à 1998, il couvre plusieurs conflits armés notamment à Sarajevo, Chypre ou encore en Irlande du Nord. En 1996, il est lauréat du prix World Press Photo,.
En 2000, il collabore avec la réalisatrice finlandaise Sólveig Anspach, pour le documentaire intitulé Made in USA, se portant sur la peine de mort aux États-Unis dans le pénitencier d'État de l'Oklahoma. Ensuite, il réalise plusieurs reportages toujours aux États-Unis, notamment sur Bruce Springsteen ou encore sur la tribu autochtone des Lakotas dans la réserve de Pine Ridge,.
En 2007, Jérôme Brézillon couvre pour le journal Libération, la 60e édition du festival de Cannes où il effectue de nombreux portraits de personnalités. En 2010, il est photographe de plateau pour le film réalisé par Joann Sfar, Gainsbourg, vie héroïque,.
Durant sa carrière, Jérôme Brézillon a travaillé pour de nombreux magazines ou journaux français, tels que Libération, Les Inrocks, L'Express, Télérama ou encore GEO,. Il est également le cofondateur du site Web revue.com.
Il meurt le 2 mars 2012, d'un cancer à l'âge de 47 ans,.